# Беньон-Тірей
Беньон-Тірей (фр. Beugnon-Thireuil) — муніципалітет у Франції, у регіоні Нова Аквітанія, департамент Де-Севр. Беньон-Тірей утворено 1 січня 2019 року шляхом злиття муніципалітетів Ле-Беньон i Ла-Шапель-Тірей. Адміністративним центром муніципалітету є Ла-Шапель-Тірей. Населення — 734 особи (01.01.2021).